# Piazzo Alto
Piazzo Alto (Piass Ólt in dialetto bergamasco) fu un comune autonomo corrispondente all'odierna frazione di Santa Croce, oggi parte del comune bergamasco di San Pellegrino Terme. Comprendeva il territorio sulle alture a est di San Pellegrino.

## Storia
La località, frutto della divisione di Piazzo il 31 ottobre 1676, è un piccolo villaggio agricolo di antica origine.
La comunità tornò unita dopo più di un secolo su ordine di Napoleone, ma gli austriaci annullarono la decisione dopo il loro arrivo nel 1815 con il Regno Lombardo-Veneto.
Dopo l'unità d'Italia il paese crebbe da trecento a più di quattrocento abitanti. Il comune fu infine unito a San Pellegrino Terme dal regime fascista.